# كانان (أنمي)
كانان (باليابانية: カナン، بالروماجي: Kanan) (بالإنجليزية: Canaan)‏ هو مسلسل أنمي تلفزيوني من إنتاج استوديو P.A.Works،  مقتبس من رواية مرئية اسمها 428: Shibuya Scramble تم تطويرها من قبل سبايك شونسوفت،  عرض الأنمي في 4 يوليو عام 2009 واستمر عرضه حتى 26 سبتمبر عام 2009، وتكون من 13 حلقة.

## القصة
تدور أحداث القصو بعد عامين من أحداث 428: Shibuya Scramble، تم إرسال ماريا أوساوا ومينورو مينوريكاوا كمراسلين إلى شنغهاي لتغطية المؤتمر الدولي القادم لمكافحة الإرهاب في شنغهاي. قبل مهمتهم الحالية، كانت كل من ماريا ومينورو من الناجين من حادثة شيبويا للإرهاب الحيوي، حيث اختطفت ماريا من قبل الإرهابيين وأصيبت بفيروس Ua لكن شفيها والدها باستخدام لقاح تجريبي ضد الفيروس. في يومها الأول في شنغهاي، كانت ماريا مستهدفة من قبل قتلة ملثمين، لكن أنقذتها فتاة من الشرق الأوسط تدعى كانان، والتي كانت صديقة لها في الشرق الأوسط.

## الشخصيات

### الشخصيات الرئيسية
كانان (باليابانية: カナン، بالروماجي: Kanan)
مؤدية الصوت: ميوكي ساواشيرو
آلفارد الشيا (باليابانية: アルファルド・アル・シュヤ، بالروماجي: Arufarudo Aru Shuya)
مؤدية الصوت: مايا ساكاموتو
ماريا أوساوا (باليابانية: 大沢 マリア، بالروماجي: Ōsawa Maria)
مؤدية الصوت: يوشينو نانجو

### شخصيات أخرى
سيام (باليابانية: シャム، بالروماجي: Shamu)
مؤدي الصوت: أكيو أوتسوكا
مينورو مينوريكاوا (باليابانية: 御法川 実، بالروماجي: Minorikawa Minoru)
مؤدي الصوت: كينجي هامادا
ليانغ تشي (باليابانية: リャン・チー، بالروماجي: Ryan Ch)
مؤدية الصوت: ريه تاناكا
يونيون (باليابانية: ユンユン، بالروماجي: Yunyun)
مؤدية الصوت: هاروكا توماتسو
كامينغز (باليابانية: カミングズ، بالروماجي: Kaminguzu)
مؤدي الصوت: تورو أوكاوا
سانتانا (باليابانية: サンタナ، بالروماجي: Santana)
مؤدي الصوت: هيرواكي هيراتا
ّ
هاكو (باليابانية: ハッコー، بالروماجي: Hakko)
مؤدية الصوت: ماميكو نوتو
يوري ناتسومي (باليابانية: 夏目 ユリ، بالروماجي: Natsume Yuri)
مؤدية الصوت: جونكو ميناغاوا
كينحي أوساوا (باليابانية: 大沢 賢治، بالروماجي: Ōsawa Kenji)
مؤدي الصوت: أتسوشي أونو
جين (سائق التاكسي) (باليابانية: ジン، بالروماجي: Jin)
مؤدي الصوت: جوجي ناكاتا

## وصلات خارجية
- الموقع الرسمي (باليابانية)
- كانان على موقع طوكيو أم إس الرسمي (باليابانية)
- كانان عند Anime Network (أمريكا الشمالية)
- كانان على موقع IMDb (الإنجليزية)
- كانان على موقع قاعدة بيانات الفيلم (الإنجليزية)
- كانان على موقع ليتربوكسد (الإنجليزية)
- كانان على موقع كينوبويسك (الروسية)
- كانان على موقع قاعدة بيانات الفيلم (الإنجليزية)
- كانان على موقع ANN anime (الإنجليزية)